# Pholadidea fauroti
Pholadidea fauroti is een tweekleppigensoort uit de familie van de Pholadidae. De wetenschappelijke naam van de soort is voor het eerst geldig gepubliceerd in 1888 door Jousseaume.